# راجراتس في باريس: الفلم
راجراتس في باريس: الفيلم (بالإنجليزية: Rugrats in Paris: The Movie) هو فيلم كوميدي للرسوم المتحركة لعام 2000 مبني على سلسلة راجراتس التلفزيونية المتحركة من نيكلوديون.
صدر الفيلم في الولايات المتحدة في 17 نوفمبر 2000 ، بعد عامين تقريبًا من إصدار فيلم راجراتس في عام 1998.

## الميزانية والإيرادات
بلغت تكلفة إنتاج الفيلم حوالي 30 مليون دولار بينما حقق أرباحا تقدر بـ 103.3 مليون دولار.

## وصلات خارجية
- مقالات تستعمل روابط فنية بلا صلة مع ويكي بيانات